# Periquito-de-asa-azul
Periquito-d'asa-cobalto ou periquito-de-asa-azul (Brotogeris cyanoptera) é uma espécie de ave da família Psittacidae.
Pode ser encontrada nos seguintes países: Bolívia, Brasil, Colômbia, Equador, Peru e Venezuela.
Os seus habitats naturais são: florestas subtropicais ou tropicais húmidas de baixa altitude e florestas secundárias altamente degradadas.

## Subespécies
Há cinco subespécies:
- Brotogeris chrysoptera chrysoptera (Linnaeus, 1766) - no Nordeste da Venezuela até as Guianas e na região adjacente do Norte do Brasil
- Brotogeris chrysoptera tenuifrons (Friedmann, 1945) - no Norte do Brasil, na região do alto Rio Negro no estado do Amazonas
- Brotogeris chrysoptera solimoensis (Gyldenstolpe, 1941) - no Norte do Brasil, na porção do médio Rio Amazonas
- Brotogeris chrysoptera tuipara (Gmelin, 1788) - na região Norte do Brasil na região do Rio Tapajós até o Nordeste do Maranhão
- Brotogeris chrysoptera chrysosema (P. L. Sclater, 1864) – no Oeste do Brasil, na região do Rio Madeira e em seus tributarios no estado de Mato Grosso